# Hôtel Macdonald
Pour les articles homonymes, voir Macdonald.
L'hôtel Macdonald est un hôtel construit en 1915 dans la ville d'Edmonton, province de l'Alberta au Canada, le long de la Grand Trunk Pacific Railway. L'hôtel a successivement appartenu au Canadien National, aux hôtels du Canadien Pacifique, et au Fairmont Hotels and Resorts.

## Histoire
L'hôtel Macdonald (appelé affectueusement The Mac par les Edmontoniens) fut conçu par le bureau d'architectes Ross et Macdonald, comme de nombreux autres hôtels de luxes construits au Canada à l'époque. L'hôtel pensé dans le style des hôtels-châteaux fut achevé le 5 juillet 1915. Érigé sur les hauteurs, il domine un des plus grands espaces verts urbains d'Amérique du Nord, la vallée de la rivière Saskatchewan. L'hôtel Macdonald possède de magnifiques jardins dans la cour du bâtiment.
Avec l'hôtel Palliser de Calgary, il fut l'un des deux premiers établissements à se voir réatribuer une licence pour la vente d'alcool par la Alberta Liquor Control Board quand l'Alberta abolit la prohibition, en 1924.
Une annexe de 300 chambres sur 16 étages, aujourd'hui démolie, fut construite en 1953 pour faire face à la demande d'hébergement dans la ville.